# بابسلد
بابْسلِد یا سورتمه‌سُری (به انگلیسی: bobsledding, bobsleigh, luge competition) یک ورزش زمستانی است که به وسیله یک سورتمه مخصوص بزرگ دو نفره یا چهار نفره در یک پیست یخی مارپیچ مانند ورزش‌های لژ و اسکلتون برگزار می‌شود. مسابقات این ورزش در دهه ۱۸۷۰ میلادی برای اولین بار در کشور سوئیس برگزار شد و تا به امروز مسابقه‌های آن در بازی‌های المپیک زمستانی برگزار می‌شود.

## نگارخانه

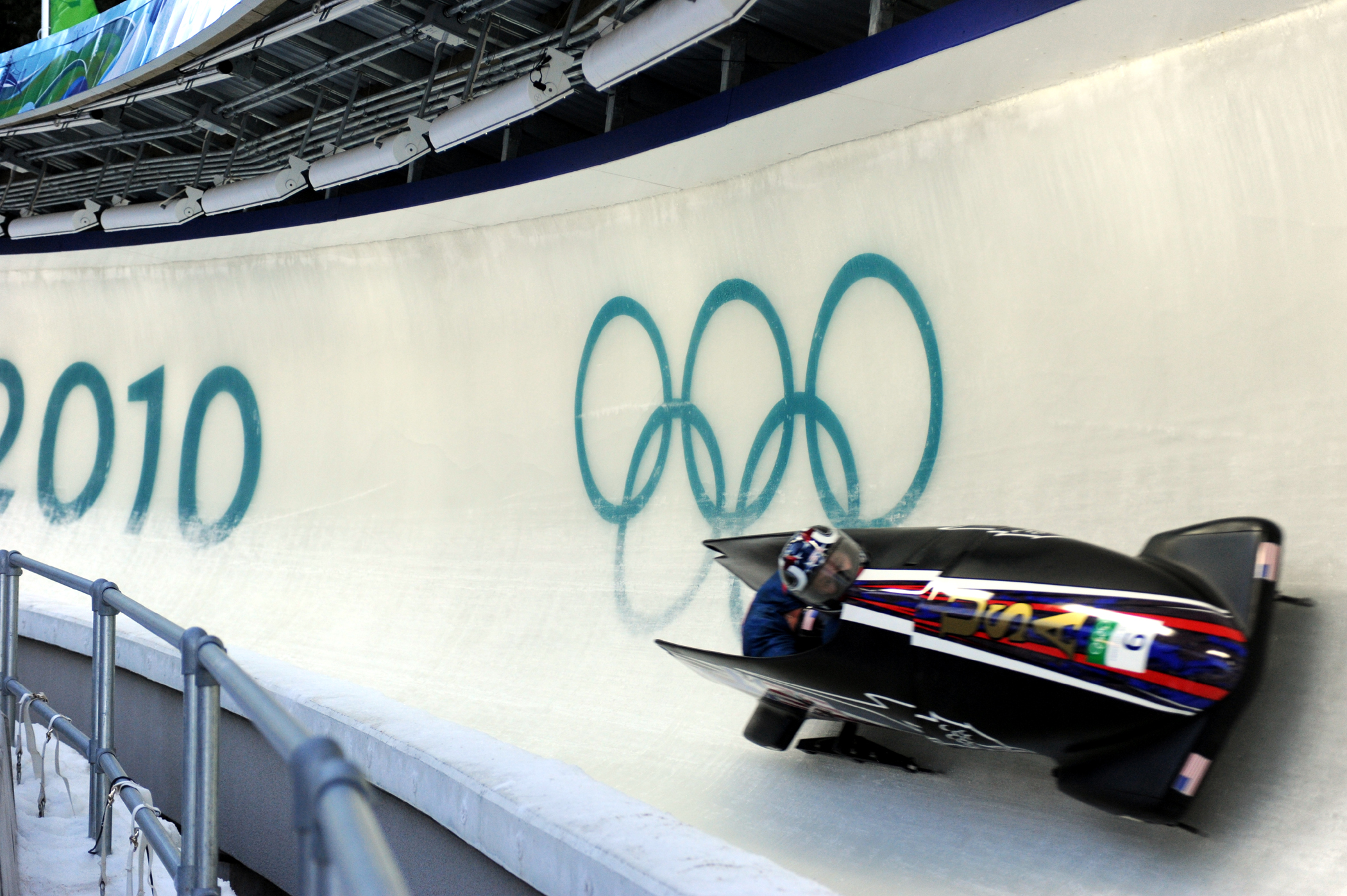
تیم دو نفره آمریکا در بازی‌های المپیک زمستانی ونکوور ۲۰۱۰